# J'Covan Brown
J'Covan Marquis Brown (Port Arthur, 14 febbraio 1990) è un cestista statunitense.

## Statistiche

### College
| Anno      | Squadra         | PG  | PT | MP   | TC%  | 3P%  | TL%  | RP  | AP  | PRP | SP  | PP   |
| --------- | --------------- | --- | -- | ---- | ---- | ---- | ---- | --- | --- | --- | --- | ---- |
| 2009-2010 | Texas Longhorns | 33  | 9  | 21,7 | 35,4 | 28,8 | 88,3 | 2,2 | 2,4 | 0,8 | 0,1 | 9,6  |
| 2010-2011 | Texas Longhorns | 36  | 0  | 21,5 | 40,6 | 38,5 | 86,1 | 2,2 | 2,1 | 0,9 | 0,2 | 10,4 |
| 2011-2012 | Texas Longhorns | 34  | 34 | 35,6 | 41,7 | 36,9 | 86,3 | 3,4 | 3,8 | 1,2 | 0,1 | 20,1 |
| Carriera  | Carriera        | 103 | 43 | 26,2 | 39,8 | 35,0 | 86,7 | 2,6 | 2,8 | 1,0 | 0,1 | 13,4 |

### Eurocup
| Anno      | Squadra         | PG | PT | MP   | TC%  | 3P%  | TL%  | RP  | AP  | PRP | SP  | PP   |
| --------- | --------------- | -- | -- | ---- | ---- | ---- | ---- | --- | --- | --- | --- | ---- |
| 2022-2023 | Hapoel Tel Aviv | 18 | 16 | 29,2 | 42,8 | 35,9 | 91,9 | 3,1 | 6,7 | 0,9 | 0,0 | 12,3 |
| 2023-2024 | Hapoel Tel Aviv | 12 | 10 | 25,8 | 47,9 | 33,3 | 85,7 | 2,7 | 6,1 | 1,1 | 0,1 | 11,3 |
| Carriera  | Carriera        | 30 | 26 | 27,8 | 44,7 | 35,0 | 89,7 | 2,9 | 6,4 | 1,0 | 0,0 | 11,9 |

## Palmarès

### Squadra
- Coppa di Israele: 2

Hapoel Gerusalemme: 2018-2019, 2019-2020
- Coppa di Lega israeliana: 1

Hapoel Gerusalemme: 2019

### Individuale
- MVP Coppa di Israele: 1

Hapoel Gerusalemme: 2019-2020
- All-Israeli League First Team: 1

Hapoel Gerusalemme: 2019-2020
- All-Eurocup Second Team: 1

Hapoel Tel Aviv: 2022-23